# Laphystiopsis iridometrae
Laphystiopsis iridometrae is een vlokreeftensoort uit de familie van de Laphystiopsidae. De wetenschappelijke naam van de soort is voor het eerst geldig gepubliceerd in 1919 door Clarence Raymond Shoemaker.